# Blektjärnen (Marieby socken, Jämtland, 699791-144126)
Blektjärnen är en sjö i Östersunds kommun i Jämtland och ingår i Indalsälvens huvudavrinningsområde.